# Liste des présidents du gouvernement de Slovénie
Cet article recense la liste des présidents du gouvernement de Slovénie depuis son indépendance de la Yougoslavie en 1990.

## Date de prise de fonction
La date de prise de fonction du président du gouvernement correspond à l'investiture du gouvernement par l'Assemblée nationale, non à la confirmation par les députés du mandat exploratoire donné à un candidat par le président de la République.

## Tableau récapitulatif
| Nom | Nom | Nom             | Dates du mandat                                                    | Gouvernement(s)       | Parti   |
| --- | --- | --------------- | ------------------------------------------------------------------ | --------------------- | ------- |
|     |     | Alojz Peterle   | 16 mai 1990 - 14 mai 1992 (1 an, 11 mois et 28 jours)              | Conseil exécutif      | SKD     |
|     |     | Janez Drnovšek  | 14 mai 1992 - 7 juin 2000 (8 ans et 24 jours)                      | Drnovšek I, II et III | LDS     |
|     |     | Andrej Bajuk    | 7 juin - 30 novembre 2000 (5 mois et 23 jours)                     | Bajuk                 | SLS NSi |
|     |     | Janez Drnovšek  | 30 novembre 2000 - 19 décembre 2002 (2 ans et 19 jours)            | Drnovšek IV           | LDS     |
|     |     | Anton Rop       | 19 décembre 2002 - 3 décembre 2004 (1 an, 11 mois et 14 jours)     | Rop                   | LDS     |
|     |     | Janez Janša     | 3 décembre 2004 - 21 novembre 2008 (3 ans, 11 mois et 18 jours)    | Janša I               | SDS     |
|     |     | Borut Pahor     | 21 novembre 2008 - 10 février 2012 (3 ans, 2 mois et 20 jours)     | Pahor                 | SD      |
|     |     | Janez Janša     | 10 février 2012 - 20 mars 2013 (1 an, 1 mois et 10 jours)          | Janša II              | SDS     |
|     |     | Alenka Bratušek | 20 mars 2013 - 18 septembre 2014 (1 an, 5 mois et 29 jours)        | Bratušek              | PS ZaAB |
|     |     | Miro Cerar      | 18 septembre 2014 - 13 septembre 2018 (3 ans, 11 mois et 26 jours) | Cerar                 | SMC     |
|     |     | Marjan Šarec    | 13 septembre 2018 - 13 mars 2020 (1 an et 6 mois)                  | Šarec                 | LMS     |
|     |     | Janez Janša     | 13 mars 2020 - 1er juin 2022 (2 ans, 2 mois et 19 jours)           | Janša III             | SDS     |
|     |     | Robert Golob    | depuis le 1er juin 2022 (2 ans, 9 mois et 1 jour)                  | Golob                 | GS      |